# 上野淳一
上野 淳一（うえの じゅんいち、1909年11月1日 - 1997年10月19日）は、朝日新聞社の元社主。

## 来歴・人物
朝日新聞社第３代社主・上野精一の息子であり、初代社主・上野理一の孫。岳父は三井財閥幹部の福井菊三郎。岳母の父は麻布中学校を創立した江原素六。息子は第4代社主の上野尚一。
北野中学校、広島高等学校 (旧制)、1934年京都帝国大学経済学部卒業。1937年に朝日新聞社に入社。戦後の1945年に戦争責任を明らかにするために退社。神戸商科大学事務局長、田中耕太郎最高裁判所長官の秘書官を務めた後、1952年に朝日新聞社に復帰した。1970年から社主となった。京都国立博物館評議員、仏教美術研究上野記念財団理事。1997年、88歳の誕生日を目前にして死去。

## 系譜
上野理一（祖父、初代社主） - 上野精一（父、2代目社主） - 上野淳一（3代目社主） - 上野尚一（長男、4代目社主）